# Phytomyza hydrangeae
Phytomyza hydrangeae är en tvåvingeart som beskrevs av Mitsuhiro Sasakawa 1956. Phytomyza hydrangeae ingår i släktet Phytomyza och familjen minerarflugor. Inga underarter finns listade i Catalogue of Life.